# Joe Sakic
Joe Sakic celým jménem Joseph Steven Sakic, (* 7. červenec 1969, Burnaby, Britská Kolumbie) je bývalý kanadský hokejista. Zajímavostí je, že jeho rodiče (pův. jm. Šakić) se do Kanady přistěhovali z chorvatského města Imotski. Od roku 2002 je členem prestižního Triple Gold Clubu, jenž sdružuje hráče, kteří vyhráli všechny tři hlavní hokejové turnaje (Stanley Cup, Olympijské hry a Mistrovství světa). U příležitosti 100. výročí NHL byl v lednu 2017 vybrán jako jeden ze sta nejlepších hráčů historie ligy.

## Klubový hokej
Joe Sakic je bývalý střední útočník. V roce 1987 si ho v úvodním draftu NHL vybral dnes už neexistující klub Quebec Nordiques (který se v roce 1995 přestěhoval a přejmenoval na Colorado Avalanche) v prvním kole jako 15. v celkovém pořadí. Již v sezóně 1988/89 se v dresu Quebecu dostal na led NHL a zůstal věrný tomuto klubu až do jeho zániku v roce 1995. Tehdy byl klub přestěhován do Colorada a změnil název na Colorado Avalanche. Joe Sakic hrál s číslem 19 za tento klub a byl jeho kapitánem. Získal v jeho barvách dvakrát Stanley Cup a to v letech 1996 a 2001. Spolu s Patrickem Royem a Peterem Forsbergem se výrazně podíleli na zisku těchto dvou Stanley cupů. V roce 2009 však ukončil hráčskou kariéru. Od 10. května 2013 působí ve funkci GM Colorado Avalanche.

## Klubové statistiky
| Sezona                 | Klub                  | Soutěž      | Základní část | Základní část | Základní část | Základní část | Základní část | Play off | Play off | Play off | Play off | Play off |
| Sezona                 | Klub                  | Soutěž      | Z             | G             | A             | B             | TM            | Z        | G        | A        | B        | TM       |
| ---------------------- | --------------------- | ----------- | ------------- | ------------- | ------------- | ------------- | ------------- | -------- | -------- | -------- | -------- | -------- |
| 1985–86                | Burnaby BC Selects    | BCAHA       | 80            | 83            | 73            | 156           | 96            | —        | —        | —        | —        | —        |
| 1985–86                | Lethbridge Broncos    | WHL         | 3             | 0             | 0             | 0             | 0             | —        | —        | —        | —        | —        |
| 1986–87                | Swift Current Broncos | WHL         | 72            | 60            | 73            | 133           | 31            | 4        | 0        | 1        | 1        | 0        |
| 1987–88                | Swift Current Broncos | WHL         | 64            | 78            | 82            | 160           | 64            | 10       | 11       | 13       | 24       | 12       |
| 1988–89                | Quebec Nordiques      | NHL         | 70            | 23            | 39            | 62            | 24            | —        | —        | —        | —        | —        |
| 1989–90                | Quebec Nordiques      | NHL         | 80            | 39            | 63            | 102           | 64            | —        | —        | —        | —        | —        |
| 1990–91                | Quebec Nordiques      | NHL         | 80            | 48            | 61            | 109           | 24            | —        | —        | —        | —        | —        |
| 1991–92                | Quebec Nordiques      | NHL         | 69            | 29            | 65            | 94            | 20            | —        | —        | —        | —        | —        |
| 1992–93                | Quebec Nordiques      | NHL         | 78            | 48            | 57            | 105           | 40            | 6        | 3        | 3        | 6        | 2        |
| 1993–94                | Quebec Nordiques      | NHL         | 84            | 28            | 64            | 92            | 18            | —        | —        | —        | —        | —        |
| 1994–95                | Quebec Nordiques      | NHL         | 47            | 19            | 43            | 62            | 30            | 6        | 4        | 1        | 5        | 0        |
| 1995–96                | Colorado Avalanche    | NHL         | 82            | 51            | 69            | 120           | 44            | 22       | 18       | 16       | 34       | 14       |
| 1996–97                | Colorado Avalanche    | NHL         | 65            | 22            | 52            | 74            | 34            | 17       | 8        | 17       | 25       | 14       |
| 1997–98                | Colorado Avalanche    | NHL         | 64            | 27            | 36            | 63            | 50            | 6        | 2        | 3        | 5        | 3        |
| 1998–99                | Colorado Avalanche    | NHL         | 73            | 41            | 55            | 96            | 29            | 19       | 6        | 13       | 19       | 8        |
| 1999–00                | Colorado Avalanche    | NHL         | 60            | 28            | 53            | 81            | 28            | 17       | 2        | 7        | 9        | 8        |
| 2000–01                | Colorado Avalanche    | NHL         | 82            | 54            | 64            | 118           | 30            | 21       | 13       | 13       | 26       | 6        |
| 2001–02                | Colorado Avalanche    | NHL         | 82            | 26            | 53            | 79            | 18            | 21       | 9        | 10       | 19       | 4        |
| 2002–03                | Colorado Avalanche    | NHL         | 58            | 26            | 32            | 58            | 24            | 7        | 6        | 3        | 9        | 2        |
| 2003–04                | Colorado Avalanche    | NHL         | 81            | 33            | 54            | 87            | 42            | 11       | 7        | 5        | 12       | 8        |
| 2005–06                | Colorado Avalanche    | NHL         | 82            | 32            | 55            | 87            | 60            | 9        | 4        | 5        | 9        | 6        |
| 2006–07                | Colorado Avalanche    | NHL         | 82            | 36            | 64            | 100           | 46            | —        | —        | —        | —        | —        |
| 2007–08                | Colorado Avalanche    | NHL         | 44            | 13            | 27            | 40            | 20            | 10       | 2        | 8        | 10       | 0        |
| 2008–09                | Colorado Avalanche    | NHL         | 15            | 2             | 10            | 12            | 6             | —        | —        | —        | —        | —        |
| NHL Celkově            | NHL Celkově           | NHL Celkově | 1363          | 623           | 1006          | 1629          | 608           | 172      | 84       | 104      | 188      | 78       |
| Konec hokejové kariéry |                       |             |               |               |               |               |               |          |          |          |          |          |

## Reprezentace
Joe Sakic získal v dresu Kanady zlatou medaili na zimních olympijských hrách 2002 v Salt Lake City. Také byl vyhlášen nejlepším hráčem turnaje. Byl kapitánem reprezentačního výběru Kanady na zimních olympijských hrách 2006 v Turíně. V sedmi zápasech vstřelil 1 gól a na 2 přihrál, Kanada skončila nakonec na 7. místě.

### Reprezentační statistiky
| 1987    | -       | 1  | 0  | 0  | 0  | 0  |
| 1988    | MSJ     | 7  | 3  | 1  | 4  | 2  |
| 1991    | MS      | 10 | 6  | 5  | 11 | 0  |
| 1994    | MS      | 8  | 4  | 3  | 7  | 27 |
| 1996    | SP      | 8  | 2  | 2  | 4  | 6  |
| 1998    | OH      | 4  | 1  | 2  | 3  | 4  |
| 2002    | OH      | 6  | 4  | 3  | 7  | 0  |
| 2004    | SP      | 6  | 4  | 2  | 6  | 2  |
| 2006    | OH      | 6  | 1  | 2  | 3  | 0  |
| Celkově | Celkově | 48 | 22 | 19 | 41 | 39 |